# Karl Vilhelm Hammer
Karl Vilhelm Hammer, född den 12 juni 1860 i Moss, död den 24 november 1927 i Oslo, var norsk arkivman och publicist.
Hammer avlade 1881 och 1882 universitetsexamina och medarbetade sedan 1887 i "Verdens gang", i vars konsortium han en tid var delägare. Åren 1898-1903 var han generalsekreterare i kommittén för Norges deltagande i världsutställningen i Paris 1900, varom han avgav en berättelse (1904). Sedan 1906 var han förste arkivarie i utrikesdepartementet. 
Bland Hammers många uppsatser av i synnerhet socialekonomisk och biografisk art kan nämnas La socialisation du droit (1905) och Socialismen og dens løfter (1907). Hammer var medarbetare för Norge i Nordisk familjebok (bokstäverna K-T, 1911-19) och Salmonsens konversationsleksikon samt utgav jämte C.J. Hambro Opslagsboken. Norsk konversationsleksikon (band 1, 1922).